# Дилън О'Брайън
Дилън О'Брайън (на английски: Dylan O'Brien) е американски актьор и музикант. За първи път прави впечатление като Стайлс Стилински (Stiles Stilinski), в сериала Teen wolf по MTV, чието излъчване започва през 2011 г.
През 2012 г. участва в High Road и The first time с Брит Робърсън. Лабиринтът: Невъзможно бягство, филмът, в който той играе главна роля, получава добър прием от критиката и зрителите още на премиерата си на 19 септември 2014 г.

## Биография
Дилън О'Брайън е роден в Ню Йорк Сити на 26 август 1991 г. Той е от ирландски, английски, италиански и испански произход. Майка му е бивша актриса, а баща му е оператор. През 2011 г. започва да играе ролята на Стайлс в Teen Wolf, сериал, базиран на филма от 1985 г. със същото име.
Хората намират сходни черти със звездата Джим Кери. Той е израснал в Springfield Township до навършване на 12, когато семейството му се премества в Хермоза Бийч, Калифорния. След като завършва гимназия в Мира Коста през 2009 г., той се кани да води спортно предаване и евентуално да работи за Mets.
14-годишен Дилън започва да качва клипове в свой YouTube канал – Dis be my channel. Преминава през няколко прослушвания, преди да му дадат ролята на Стайлс в американския сериал Teen Wolf (Младият върколак).
Дилън играе главна роля във филма Лабиринтът: Невъзможно бягство, пуснат през 2014 г. Филмът е заснет през лятото на 2013 г. През 2012 г. играе главна роля в „The first time“. През 2016 играе роля във филмът „Deepwater Horizon“. Участва в няколко серии в TV предаването New girl с актрисата Zooey Deschanel.

## Личен живот
О'Брайън е имал връзка през 2012 г. с актрисата Брит Робърсън, с която се запознава по време на снимките на филма „The first time“. Те се разделят след известно време.

## ФИЛМОГРАФИЯ
| Година | Заглавие                        | Роля  | Бележки |
| ------ | ------------------------------- | ----- | ------- |
| 2014   | Лабиринтът: Невъзможно бягство  | Томас | Филм    |
| 2015   | Лабиринтът: В обгорените земи   | Томас | Филм    |
| 2018   | Лабиринтът: Последният кандидат | Томас | Филм    |